# Yazid ibn Abi-Sufyan
Yazid ibn Abi-Sufyan ibn Harb ibn Umayya (àrab: يزيد بن أبي سفيان بن حرب بن أمية, Yazīd b. Abī Sufyān b. Ḥarb b. Umayya) (la Meca, ? - Emmaús, novembre de 639) fou un general àrab, fill del cap de la Meca Abu-Sufyan ibn Harb. Era germanastre del que després fou califa Muàwiya I.
Es va fer musulmà juntament amb el seu pare, Abu-Sufyan ibn Harb, el 630, quan Mahoma va entrar a la Meca. Va participar en la batalla d'al-Hunayn. Va prendre part a la campanya a Síria amb Amr ibn al-As i Xurahbil ibn Hàssana; després de la derrota dels grecs romans d'Orient a la batalla d'Ajnadayn, va fer la campanya a la Balka ocupant la fortalesa d'Amman el 635. Quan Amr ibn al-As va deixar Palestina per anar a Egipte, va deixar el govern de Síria a Yazid però aquest va morir el 639 a causa de l'anomenada pesta d'Emmaús, que va matar a nombrosos oficials del califat.